# Mörarp-Hässlunda församling
Mörarp-Hässlunda församling var en församling i Lunds stift och i Helsingborgs kommun. Församlingen uppgick 2010 i Kropps församling.

## Administrativ historik
Mörarp-Hässlunda församling bildades 2002 genom sammanslagning av Mörarps församling och Hässlunda församling.
Församlingen var till 2010 annexförsamling i pastoratet Kropp, Mörarp-Hässlunda och Välluv-Frillestad. Församlingen uppgick 2010 i Kropps församling.

## Kyrkor
- Hässlunda kyrka

- Mörarps kyrka